# Канастеро рудолобий
Канасте́ро рудолобий (Asthenes ottonis) — вид горобцеподібних птахів родини горнерових (Furnariidae). Ендемік Перу.

## Поширення і екологія
Рудолобі канастеро мешкають на півдні центрального Перу, в регіонах Уанкавеліка, Аякучо, Апурімак і Куско. Вони живуть у високогірних чагарникових заростях та у вологих гірських тропічних лісах. Зустрічаються на висоті від 2750 до 4000 м над рівнем моря.